# موسیقی کریسمس

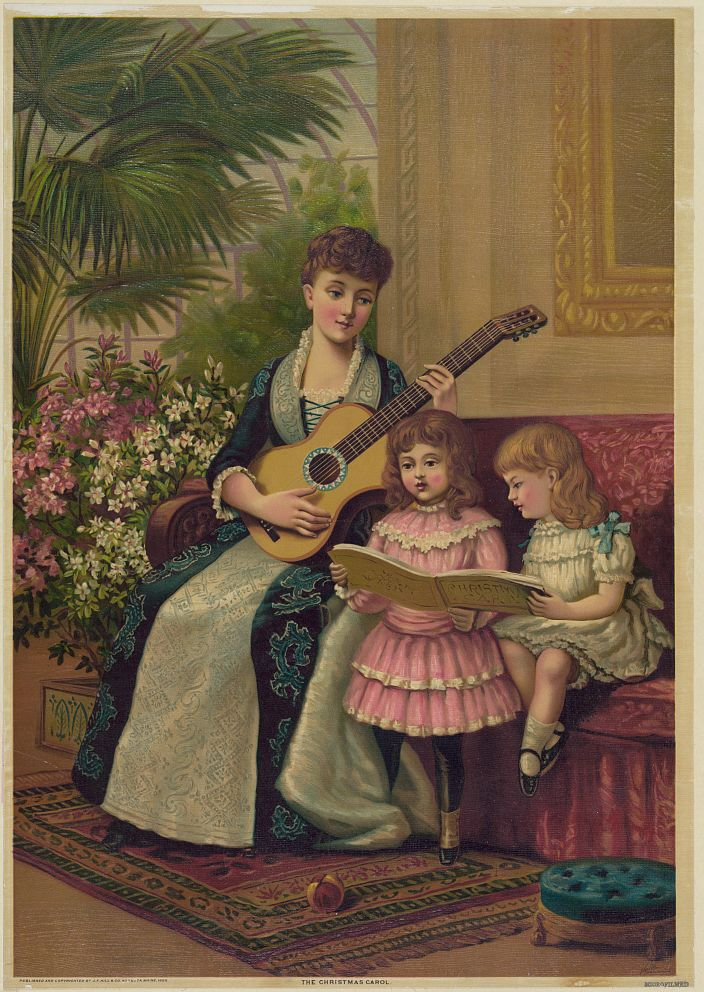
اجرای موسیقی کریسمس

موسیقی کریسمس (انگلیسی: Christmas music) سبکی در موسیقی است که عموماً در دوران کریسمس اجرا یا شنیده می‌شود. موسیقی مربوط به کریسمس ممکن است فقط با ساز اجرا شود یا در بسیاری موارد از سرود یا ترانه‌هایی با موضوع تولد عیسی هدیه گرفتن و شادمانی یا نمادهایی فرهنگی چون بابا نوئل استفاده شود. اجرای موسیقی کریسمس در بسیاری از فرهنگ‌ها در جهان در کنسرت‌های عمومی، کلیساها، فروشگاه‌ها، خیابان‌های شهر و مجالس خصوصی، جزء اصلی عید کریسمس است.